# Гилмер (Тексас)
Гилмер (енгл. Gilmer) град је у америчкој савезној држави Тексас. Налази се у округу Апшер, чије је седиште. По попису становништва из 2010. у њему је живело 4.905 становника.

## Демографија
Према попису становништва из 2010. у граду је живело 4.905 становника, што је 106 (2,2%) становника више него 2000. године.
| Група             | 2000.         | 2010.         |
| Белци             | 3.546 (73,9%) | 3.531 (72,0%) |
| Афроамериканци    | 971 (20,2%)   | 881 (18,0%)   |
| Азијати           | 4 (0,1%)      | 39 (0,8%)     |
| Хиспаноамериканци | 212 (4,4%)    | 341 (7,0%)    |
| Укупно            | 4.799         | 4.905         |